# Senftenberg (hrad)
Zřícenina hradu Senftenberg se nachází na návrší ve stejnojmenném městysi Senftenberg v okrese Kremže v rakouské spolkové zemi Dolní Rakousy. Zřícenina byla pronajata na 100 let Hradnímu spolku, který o ni pečuje. Hrad je otevřen celoročně.

## Historie
Hrad a šlechtický rod byl poprvé zmíněn v listině z 26. dubna 1197, ve které je jako svědek jmenován Rudegerus de Senftenberc.
Stavebníky hradu byli páni z Lengenbachu, kteří jsou spojováni i se stavbou hradu v Rehbergu. Jejich příbuznými byl také rod ze Senftenbergu a Minnenbachu.
Hrad byl ve 13. století v držení Zebringerů, ve 14. a 15. století patřil pánům z Wallseer. V letech 1407–1409 byl hrad z důvodů sporů o poručenství částečně zbourán, ale potom byl znovu vybudován.
Kolem roku 1520 se pravidelně na hradě zdržovali lupiči. V době prvního obléhání Vídně Turky (1529) sloužil hrad jako útočiště pro místní obyvatele. Za selských povstání ke konci 16. století byl hrad často napadán. Ještě v roce 1645, v době třicetileté války, byl hrad napaden švédskými vojsky pod vedením generála Torstensona a poničen a později začal pustnout.
Zachovány jsou tři brány, čtyřboký bergfrit, zeď a věž. Nezvyklá je ochranná zeď a věž, jež má s pravoúhlou základnu, střední zdivo oválné a v poslední čtvrtině šestistranné.